# Windmühle Pointe-aux-Trembles

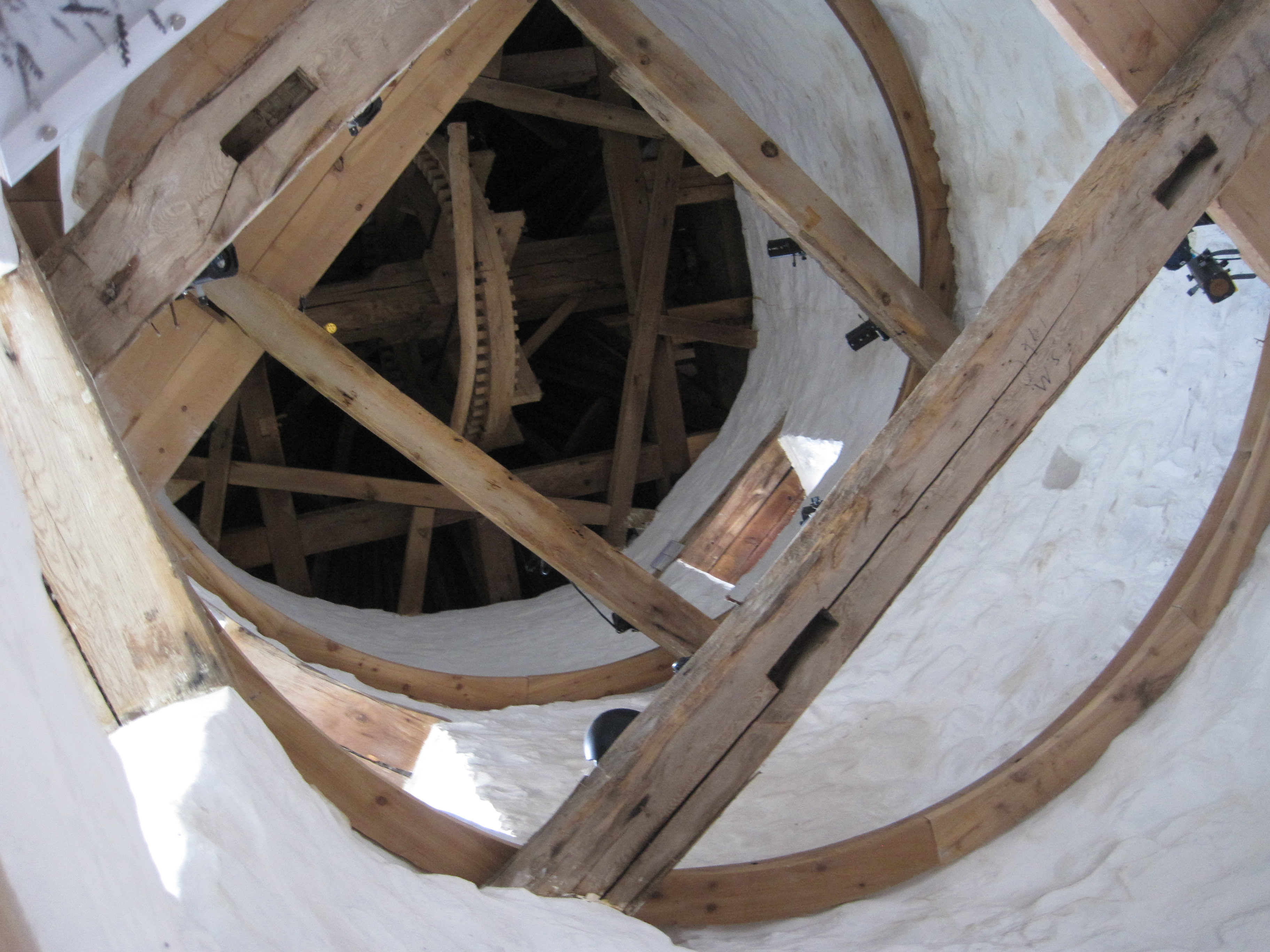
Im Innern der Mühle

Die Windmühle Pointe-aux-Trembles ist eine Turmwindmühle in der kanadischen Provinz Québec, die noch aus der französischen Epoche stammt. Sie befindet sich in Montreal im nordöstlichen Stadtteil Pointe-aux-Trembles, an der Rue Notre-Dame nahe dem Ufer des Sankt-Lorenz-Stroms.
Erbaut wurde die Windmühle im Jahr 1719, in Betrieb war sie bis 1866. Seit 1983 steht sie als eine der ältesten und eine von nur achtzehn erhalten gebliebenen historischen Windmühlen in der Provinz unter Denkmalschutz.

## Geschichte
Im frühen 18. Jahrhundert besaß der Sulpizianerorden die Grundherrschaft über die Île de Montréal. In unmittelbarer Nähe war bereits 1671/72 eine Windmühle errichtet worden, die aber im Frühling 1718 durch ein Hochwasser zerstört wurde. Der Orden beschloss den Bau einer neuen Windmühle etwas weiter westlich. Die Arbeiten begannen im darauf folgenden Jahr und standen unter der Leitung des Maurermeisters Jean-Baptiste Deguire dit La Rose. 1721 nahm der erste Müller seine Tätigkeit auf.
Die Windmühle mahlte das Getreide von Höfen der Umgebung, war aber ab 1803 außer Betrieb. Nachdem das Bauwerk 1822 um ein Stockwerk erhöht worden war, wurde es wieder genutzt. Da der Orden kaum mehr Profit mit der Mühle machte, stand sie von 1838 bis 1851 erneut still. Ab 1866 ruhte der Mühlenbetrieb endgültig. 1970 baute ein Bestattungsunternehmen sein Gebäude unmittelbar neben der Mühle.
Nachdem die Windmühle 1982 unter Denkmalschutz gestellt worden war, gab es verstärkte Bemühungen, sie vor dem Verfall zu retten. Die Stadt Montreal erwarb die Windmühle 2001 und ließ vier Jahre später das Bestattungsunternehmen abreißen. In den Jahren 2007 bis 2009 erfolgte eine umfassende Restaurierung, rund um das Gebäude wurde zudem eine kleine Parkanlage gestaltet. Die Kosten betrugen 2,4 Millionen CAD.

## Bauwerk
Mit einer Höhe von 13 Metern und vier Stockwerken ist die Windmühle das höchste derartige Gebäude in der Provinz. Der Turm der Mühle ist ein schlicht gehaltener Rundturm aus Kalkstein, der Durchmesser beträgt 5,5 Meter an der Basis und 4,9 Meter im oberen Bereich. Die Schindeln des Kegeldachs der Kappe bestehen aus Zedernholz. Die Kappe und das Flügelkreuz konnten ehemals über einen Sterzbalken vor den Wind gedreht werden. Die vier Segelgatterflügel wurden vom Boden aus bedient.
Da der größte Teil der Mechanik fehlt, ist die Anlage nicht betriebsfähig. Die Windmühle ist für die Öffentlichkeit zugänglich und enthält einen historischen Rundgang. Schautafeln und multimediale Projektionen erklären die Geschichte der Mühle.